# Scharteberg
Der Scharteberg ist eine 691,4 m ü. NHN hohe Erhebung bei Kirchweiler im Landkreis Vulkaneifel und somit eine der höchsten Erhebungen der Eifel. Auf ihm befindet sich der Sender Eifel des SWR für UKW-Hörfunk und Fernsehen.